# More Sake Por Favor
More Sake Por Favor è il terzo EP da solista di Sébastien Lefebvre, pubblicato il 20 luglio 2012 sotto la Coalition Music, etichetta con cui Lefebvre collabora dal 2009. L'album è stato anticipato da My Dear, estratto come singolo e da cui è stato tratto un video musicale, diretto da Jacob Drake e pubblicato il 16 luglio.

## Tracce
1. L'Histoire – 1:25
2. My Dear – 3:03
3. Always – 4:02
4. Au Secours – 3:13
5. Mysterieuse – 3:52
6. This Bed – 3:36
7. I Raise My Glass – 5:35